# Ramba Sihosur
Ramba Sihosur is een bestuurslaag in het regentschap Tapanuli Selatan van de provincie Noord-Sumatra, Indonesië. Ramba Sihosur telt 179 inwoners (volkstelling 2010).